# Alessandro Fiori
Alessandro Fiori (Arezzo, 6 giugno 1976) è un cantautore e musicista italiano.
Contestualmente alla carriera musicale Fiori porta avanti la carriera di pittore e scrittore collaborando, tra i tanti, con Tristan Honsinger ed Emiliano Baiocchi.

## Biografia
Compie studi musicali dall'età di 11 anni imparando a suonare violino e pianoforte. Nel 1990 si iscrive al liceo musicale Francesco Petrarca di Arezzo, trovandosi in classe con Michele Orvieti ed Enrico Gabrielli. A 14 anni inizia a scrivere canzoni utilizzando la chitarra del padre prima e in seguito il pianoforte. Si diploma all'accademia di arte drammatica Piccolo Teatro Città di Arezzo.
Nel 1996 si trasferisce a Bologna per frequentare il DAMS: in quel periodo Orvieti gli presenta Gianluca Giusti. I tre iniziano a suonare insieme in una protoformazione dei Mariposa producendo il demo L'arco di gesso. Nel 1999 si aggiungerà anche Gabrielli e con il suo arrivo inizierà l'attività live della band.
Nel 2002 collabora con il compositore Lorenzo Brusci all'interno del progetto Timet. Due anni più tardi forma gli Amore, un supergruppo che unisce componenti di band della scena indipendente italiana, tra cui il chitarrista Massimo Fantoni. Dal 2007 stringe un sodalizio artistico con Alessandro "Asso" Stefana, formando il duo Assodifiori. Nel 2009 invece fonda con Marco Parente il duo Betti Barsantini.
Nel 2010 è uscito il suo album di debutto Attento a me stesso, edito da Urtovox Records. Nel 2011 collabora con gli Zen Circus in Franco, canzone inserita nell'album Nati per subire, e con Marco Parente in L'omino patologico, brano presente nell'album La riproduzione dei fiori; nello stesso anno abbandona i Mariposa per dedicarsi unicamente alla propria carriera da solista.
Nel 2012 ha pubblica il secondo album Questo dolce museo, anticipato dall'EP omonimo, e nello stesso anno ha realizzato l'album Dentro i battimenti delle rondini dei Craxi, gruppo da lui fondato nel 2008 e scioltosi nel 2011. Nel settembre 2013 Questo dolce museo è stato inserito nella rosa dei cinque finalisti della Targa Tenco nella categoria "album dell'anno". Il 21 settembre si esibisce a Ferrara in un concerto dedicato alla memoria di Federico Aldrovandi.
Il 30 settembre 2013 pubblica il terzo album Cascata, scritto e registrato in pochi giorni tra Arezzo e Catania e composto da nove brani.
Il 4 ottobre 2013 viene pubblicato il video di Mi hai amato soltanto, canzone tratta da Questo dolce museo, diretto da Francesco Faralli. Nel mese di novembre si aggiudica il PIMI 2013 (premio organizzato dal Meeting delle Etichette Indipendenti) come "miglior solista".
Nel gennaio 2014 pubblica in coppia con Marco Parente sotto il nome BettiBarsantini (duo nato già nel 2011) l'album omonimo.
Nel 2015 fonda con Lorenzo Maffucci e Silvia Facchetti l'etichetta discografica Ibexhouse. Nel mese di maggio partecipa alla sesta edizione del concorso Musica da Bere, risultandone finalista.
Il 4 novembre 2016 pubblica il suo quarto album Plancton (Woodworm/Ibexhouse) contenente il brano Mangia!, per cui il regista Francesco Faralli confeziona un videoclip (vincitore del Best Music Video al Southampton International Film Festival) omaggiando dichiaratamente Eraserhead - La mente che cancella (Eraserhead), primo lungometraggio di David Lynch.
Nel 2017 pubblica il libro Gite, dedicato all'amico Paolo Benvegnù, e lo porta in tour in uno show di lettura e concerto. Nel 2018 forma, con Gioacchino Turù, il duo Scudetto con il quale pubblica il disco Vendetta per le etichette Woodworm e Ibexhouse.
Il 22 aprile 2022 pubblica per 42records il suo quinto disco solista Mi sono perso nel bosco, anticipato dai singoli Amami meglio e Una sera, che vede la collaborazione con artisti quali Dente, Levante e Brunori Sas.

## Discografia

### Da solista

#### Album in studio
- 2010 – Attento a me stesso
- 2012 – Questo dolce museo
- 2013 – Cascata
- 2016 – Plancton
- 2022 – Mi sono perso nel bosco

#### EP
- 2011 – Questo dolce museo EP

#### Collaborazioni
- 2002 – Timet – Zarathustra
- 2004 – Andrea Chimenti – Vietato morire
- 2005 – Addamanera - Nella tasca de il zio
- 2008 – Paolo Benvegnù – Le labbra

### Con i Mariposa
- 1998 – L'arco di gesso
- 2000 – Portobello illusioni
- 2002 – Domino Dorelli
- 2004 – Quanti sedani lasciati ai cani
- 2004 – Suzuki Bazuki (EP)
- 2004 – Resistenza e amore (con Alessio Lega)
- 2004 – Nuotando in un Pesce Bowl
- 2004 – Metamorfosi di canzoni napoletane
- 2004 – Forza Musica (EP)
- 2005 – Pròffiti Now! Prima conferenza sulla musica componibile
- 2007 – Best Company
- 2009 – Mariposa
- 2010 – Sanremo
- 2011 – Semmai Semiplay
- 2020 – Liscio Gelli
- 2021 – Interzona

### Con gli Amore
- 2004 – I tendaggi del primo semestre (EP)
- 2007 – Tarzan contro l'IBM

### Con i Craxi
- 2012 – Dentro i battimenti delle rondini

### Con i Betti Bersantini
- 2014 – Betti Bersantini

### Con gli Stres
- 2015 – Stres/EP
- 2015 – New Relax

### Con gli Scudetto
- 2018 – Vendetta
- 2023 – Scorciatoia